# Synaldis bokhaica
Synaldis bokhaica är en stekelart som beskrevs av Sergey A. Belokobylskij 2004. Synaldis bokhaica ingår i släktet Synaldis och familjen bracksteklar. Inga underarter finns listade i Catalogue of Life.